# جيم ديتز (مجدف)
جيم ديتز (بالإنجليزية: James William Dietz) هو مجدف أمريكي، ولد في 12 يناير 1949 في ذا برونكس في الولايات المتحدة.

## وصلات خارجية
- جيم ديتز على موقع الاتحاد الدولي للتجديف (الإنجليزية)
- جيم ديتز على موقع اللجنة الأولمبية الدولية (الإنجليزية)
- جيم ديتز على موقع أوليمبيديا (الإنجليزية)